# رينيه كومار
رينيه كومار هو لاعب كرة قدم كرواتي في مركز الدفاع، ولد في 6 نوفمبر 1977 في كرواتيا. لعب مع بروناي دي بي إم إم.